# Samantha Dagry
Samantha Dagry (* 22. Oktober 1994) ist eine Schweizer Sprinterin.

## Sportliche Laufbahn
Erste internationale Erfahrungen sammelte Samantha Dagry 2011 beim Europäischen Olympischen Jugendfestival in Trabzon, bei dem sie im 100-Meter-Lauf in 11,91 s die Silbermedaille gewann und mit der Schweizer 4-mal-100-Meter-Staffel im Vorlauf disqualifiziert wurde. Im Jahr darauf schied sie mit der Staffel bei den Juniorenweltmeisterschaften in Barcelona mit 45,61 s im Vorlauf aus. 2013 belegte sie bei den Junioreneuropameisterschaften in Rieti mit der Staffel in 45,33 s den fünften Platz. 2017 gewann sie bei den Spielen der Frankophonie in Abidjan in 11,68 s die Bronzemedaille hinter der Kongolesin Natacha Ngoye Akamabi und Marie Gisèle Eleme Asse aus Kamerun. Zwei Jahre später erreichte sie bei den Europaspielen in Minsk in 11,81 s den 22. Platz, und bei der Sommer-Universiade in Neapel schied sie im 200-Meter-Lauf mit 24,19 s im Halbfinal aus und siegte mit der Staffel in 43,72 s.

## Persönliche Bestzeiten
- 100 Meter: 11,62 s (+0,8 m/s), 23. Juli 2017 in Abidjan
  - 60 Meter (Halle): 7,47 s, 18. Februar 2017 in Magglingen
- 200 Meter: 23,32 s (+1,3 m/s), 14. Juli 2018 in Zofingen
  - 200 Meter (Halle): 23,91 s, 18. Februar 2018 in Magglingen